# Danilo Soares
Danilo Teodoro Soares (Belo Horizonte, 29 oktober 1991) – bekend als Danilo Soares – is een Braziliaans voetballer die bij voorkeur als linksback speelt.

## Clubcarrière
Danilo Soares werd geboren in Belo Horizonte en is afkomstig uit de jeugdopleiding van Grêmio. In 2010 trok hij naar het Oostenrijkse SC Austria Lustenau. Op 13 juli 2010 debuteerde de Braziliaan in de Oostenrijkse Bundesliga tegen SV Grödig. In drie seizoenen speelde hij 82 competitiewedstrijden voor Austria Lustenau. In 2013 trok hij transfervrij naar FC Ingolstadt 04. Op 19 juli 2013 debuteerde de linksback in de 2. Bundesliga tegen Erzgebirge Aue. In zijn eerste seizoen kwam hij tot een totaal van 27 competitieduels. Op 2 maart 2015 maakte Danilo Soares zijn eerste doelpunt voor FC Ingolstadt 04 in de competitiewedstrijd tegen TSV 1860 München. Op 17 mei werd Soares met Ingolstadt kampioen van de 2. Bundesliga.
In de zomer van 2016 verruilde hij Ingolstadt transfervrij voor TSG 1899 Hoffenheim. Hij kwam echter niet tot spelen toe en verruilde een jaar later de club alweer voor VfL Bochum.

## Erelijst
Ingolstadt
- 2. Bundesliga

2014/15